# 456677 Yepeijian
456677 Yepeijian è un asteroide della fascia principale. Scoperto nel 2007, presenta un'orbita caratterizzata da un semiasse maggiore pari a 2,4318081 UA e da un'eccentricità di 0,2027945, inclinata di 4,19066° rispetto all'eclittica.